# Saltcoats (circonscription saskatchewanaise)
Pour les articles homonymes, voir Saltcoats.
Circonscription électorale provinciale du Canada
Saltcoats est une circonscription électorale provinciale de la Saskatchewan au Canada. Elle est représentée à l'Assemblée législative de la Saskatchewan de 1905 à 1934 et de 1938 à 1995.
Saltcoats fait partie des 25 circonscriptions initiales suivant la création de la Saskatchewan en 1905.

## Géographie
Le territoire de la circonscription est maintenant représentée par Melville-Saltcoats.

## Liste des députés
1905-1934
| Parlement                                   | Années    | Député                       | Député              | Parti     |
| Saltcoats                                   | Saltcoats | Saltcoats                    | Saltcoats           | Saltcoats |
| ------------------------------------------- | --------- | ---------------------------- | ------------------- | --------- |
| 1re                                         | 1908–1912 |                              | Thomas MacNutt (en) | Libéral   |
| 2e                                          | 1908–1908 |                              | Thomas MacNutt (en) | Libéral   |
| 2e                                          | 1908-1912 | James Alexander Calder       |                     | Libéral   |
| 3e                                          | 1912–1917 | James Alexander Calder       |                     | Libéral   |
| 4e                                          | 1917–1918 | James Alexander Calder       |                     | Libéral   |
| 4e                                          | 1918-1921 | George William Sahlmark (en) |                     | Libéral   |
| 5e                                          | 1921–1925 | George William Sahlmark (en) |                     | Libéral   |
| 6e                                          | 1925–1929 | George William Sahlmark (en) |                     | Libéral   |
| 7e                                          | 1929–1934 | Asmundur Loptson (en)        |                     | Libéral   |
| Circonscription abolie, voir Pheasant Hills |           |                              |                     |           |

1938-1995
| Parlement                                                            | Années                                           | Député                                           | Député                                           | Parti                                            |
| Saltcoats                                                            | Saltcoats                                        | Saltcoats                                        | Saltcoats                                        | Saltcoats                                        |
| Nouvelle circonscription issue de Pheasant Hills                     | Nouvelle circonscription issue de Pheasant Hills | Nouvelle circonscription issue de Pheasant Hills | Nouvelle circonscription issue de Pheasant Hills | Nouvelle circonscription issue de Pheasant Hills |
| -------------------------------------------------------------------- | ------------------------------------------------ | ------------------------------------------------ | ------------------------------------------------ | ------------------------------------------------ |
| 9e                                                                   | 1938–1944                                        |                                                  | Joseph Lee Phelps (en)                           | CCF                                              |
| 10e                                                                  | 1944–1948                                        |                                                  | Joseph Lee Phelps (en)                           | CCF                                              |
| 11e                                                                  | 1948–1952                                        |                                                  | Asmundur Loptson (en)                            | Libéral                                          |
| 12e                                                                  | 1952–1956                                        |                                                  | Asmundur Loptson (en)                            | Libéral                                          |
| 13e                                                                  | 1956–1960                                        |                                                  | Asmundur Loptson (en)                            | Libéral                                          |
| 14e                                                                  | 1960–1964                                        | James Snedker (en)                               |                                                  | Libéral                                          |
| 15e                                                                  | 1964–1967                                        | James Snedker (en)                               |                                                  | Libéral                                          |
| 16e                                                                  | 1967–1971                                        |                                                  | Ed Kaeding                                       | Néo-démocrate                                    |
| 17e                                                                  | 1971–1975                                        |                                                  | Ed Kaeding                                       | Néo-démocrate                                    |
| 18e                                                                  | 1975–1978                                        |                                                  | Ed Kaeding                                       | Néo-démocrate                                    |
| 19e                                                                  | 1978–1982                                        |                                                  | Ed Kaeding                                       | Néo-démocrate                                    |
| 20e                                                                  | 1982–1986                                        |                                                  | Walter Robert Johnson (en)                       | Progressiste-conservateur                        |
| 21e                                                                  | 1986–1991                                        |                                                  | Walter Robert Johnson (en)                       | Progressiste-conservateur                        |
| 22e                                                                  | 1991–1995                                        |                                                  | Reg Knezacek (en)                                | Néo-démocrate                                    |
| 23e                                                                  | 1995–1997                                        |                                                  | Bob Bjornerud                                    | Libéral                                          |
| 23e                                                                  | 1997-1999                                        |                                                  | Bob Bjornerud                                    | Saskatchewanais                                  |
| 24e                                                                  | 1999–2003                                        |                                                  | Bob Bjornerud                                    | Saskatchewanais                                  |
| Circonscription redistribuée dans Canora-Pelly et Melville-Saltcoats |                                                  |                                                  |                                                  |                                                  |

## Résultats électoraux
1938-2003

1905-1934